# نواة لينكس
نواة لينكس هي نواة نظام التشغيل جنو، كتبها لينوس تورفالدز في أوائل التسعينات ثم أصدرها تحت الرخصة العمومية العامة (جي.بي.إل) ويعمل على تطويرها الآن فريق من المتطوعين من جميع أنحاء العالم. بلغ عددهم في سنة 2017 تقريبا 15600 مطور أو مبرمج.
قام بابتكارها لينوس تورفالدس ووفرها تحت رخصة جنو العمومية (GPL)
جدير بالذكر أن نواة لينكس نواة أحادية ولكنها توفر دعما للأجزاء القابلة للإضافة.

## البداية
لينوس تورفالدز الطالب الفنلدي في جامعة هلسينكي في فنلندا، قام باقتناء حاسب جديد الذي كان نظام تشغيله يعمل على إم إس-دوس لم يكن تورفالدز سعيدا بهذا النظام وكان يتمنى الحصول على نظام يونكس ولكن هذا النظام كان ذا تكلفه عاليه وقتها بالنسبة لطالب، لذلك قام باقتناء نظام مينيكس النظام الشبيه بـ يونكس والمُعد للأغراض التعليمية، كان تورفالدز قد درس لغة البرمجة C في الجامعة وتأثر كثيراً في نظام Minix، لذلك قرر كتابة نواة للهواية. في 26 أغسطس من عام 1991 قام تورفالدز بالإعلان عن مشروع نواة بسيطة. وقد اختار لينوس تورفالدز أن يضع مشروعه تحت ترخيص رخصة جنو العمومية، مما أتاح لمن يريد إمكانية الاطلاع على النص المصدري لهذا النظام، والعمل على تعديله وتطويره، نتيجة لذلك، شارك المئات من المبرمجين المتطوعين حول العالم في المشروع. في الساعة 20:57:08 بالتوقيت العالمي في يوم 25 اغسطس 1991 قام لينوس تورفالدز بكتابة رسالة في مجموعة comp.os.minix البريدية مُعلناً فيها عن مشروعه شديد البساطة وكان موضوع الرسالة: ما الذي توّد رؤيته في مينيكس ؟ وكانت هدفها تصويت صغير لنظام تشغيل جديد وفيما يلي نص الرسالة مترجمة من الإنجليزية
مرحباً بجميع من يستخدم نظام مينكس، اعمل الآن على نظام تشغيل (مجاني) (مجرد هوايه، لن يكون كبير واحترافي مثل جنو) للاجهزه المشابهة لـ 386(486) AT. هذا النظام بدأ منذ شهر أبريل، وبدأ يجهز الآن. اتمنى ان تخبروني عن الأشياء التي احببتموها\لم تحبوها في مينكس، ونظامي يشبهه إلى حد ما (نفس الفلسفة في طبقات نظام الملفات (في الحقيقة لأسباب عمليه) بين الأشياء الأخرى). حالياً قمت بنقل bash(1.08) وgcc(1.40)، والواضح انه يعمل. هذا يدل على انه سوف احصل على شيء عملي بعد القليل من الأشهر، واحب ان اعرف ما هي الميزات التي يحتاجها الناس. أي اقتراحات مُرحب بها، لكن لن اعد بل سوف اطبّق:-) لينوس (torvalds@kruuna.helsinki.fi). متعلق بالموضوع. نعم - انه حُر من أي شيفره خاصه بـ مينكس، ولديه نظام ملفات متعدد الخيوط multi-threaded. النظام ليس قابل للنقل، وعلى الاغلب لن يدعم شيء أكثر من الأقراص الصلبة من نوع AT، هذا كل ما لدي.
بعد سنه تقريباً من انطلاق النواة لينكس، قام البرفسور أندرو تانينباوم (مبرمج نظام مينيكس) بكتابة رأيه عن النواة لينكس (و ذلك كان في الإصدارات الأولى) حيث وصفها بإنها غير قابله للنقل بالإضافة إلى انتقاده للأسلوب الذي بُنيت النواة عليه وهو الأسلوب الاحادي Monolithic حيث كان تانينبوم من اشد المناصرين للأسلوب الصغري نواة دقيقة، جَرت مناقشه طويله على هذا الأساس بين تانينبوم وتورفالدز ويمكن متابعة ما حدث في هذا النقاش هنا ولا بد من التنويه انه ما كُتب هو وجهة نظر ورأي.

## نطق وكتابة كلمة لينكس
هناك اختلاف في المصادر العربية حول تلفظ وكتابة كلمة Linux فالبعض يستعمل كلمة لينوكس وآخرون يستعملون لاينكس أو لنكس، كما أن هناك خلافات على نطق كلمة «لينكس» بالشكل الصحيح، لذا قام لينوس تورفالدز بتوفير ملف صوتي يَنطق به كلمة لينكس بالطريقة الصحيحة هنا، أي أن الصحيح أنها تُنطق: «لِينُكْس». وليست هذه المشكلة عند العرب فحسب، بل هي موجودة أيضا عند الأوروبيين والأمريكيين وغيرهم. والسبب في عدم الاتفاق على نطق كلمة لينكس بطريقة واحدة في العالم كله هو ذاته الاختلاف في نطق كلمات مثل Hello من بلد إلى آخر من لغة إلى أخرى.الأمر الذي جعل لينوس تورفالدز (Linus Torvalds) يسجل بنفسه كيفية نطق لينكس كي يحل هذا الإشكال ويضع حدًا للاختلاف. فعلى الموقع التالي يوجد ملفان صوتيان صغيران الحجم يقول فيهما لينوس بصوته
- Hello، this is Linus Torvalds، and I pronounce "Linux" as "Linux" !.أولهما بالإنجليزية  والآخر بالسويدية . فإن لينوس فنلدي الأصل كما هو معلوم إذا فالنطق الصحيح للكلمة هو: «لِينُكْس».. أو بالإنجليزية المبسطة «Leenooks» أو «Leen-nouks» وهناك تفصيل آخر حول هذا الأمر الطريف على الموقع التالي  وسبب الالتباس هو اعتقاد البعض أن اختيار «لينوس» لتسمية نظامه هي منحوتة من أول اسمه «لينـ..» + «ـيكس» آخر حروف كلمة من Unix أو Minix. وموضوع الخلاف هو في حد حروف النحت فإنه اختار التسمية نحوتة من اسمه إلى الحرف وأو (و هو هنا حرف U بالإنجليزية) «لينـو» + الحرف الأخير من النظامين المذكورين « X » والذي يعتبر وحده رمزا شهيرا. وهنا تبين خطأ من ينطقها: «لايـْـنِـيكس» أو «لاينوكس» أو «لـينـيكس». وهذه مجرد معلومة عابرة للتصحيح فحسب، وإلا فلا مشاحتة في الاصطلاح، فالمسمى في النهاية واحد، لكن هذا تفصيل لمعرفة الاسم الأصلي والصحيح من قبل منشئ النظام.

## جوانب قانونية للينكس
أحكام وشروط عقد الترخيص الذي يحكم لينكس:-
في البداية، فقد أطلق تورفالدز Torvalds لينكس تحت رخصة بدائية (عقد ترخيص License contract) وضعها بنفسه، بحيث تمنع أي استخدام تجارى لبرنامجه الوليد لينكس، ولكنه عند إطلاقه للإصدار 0.12 من لينكس قام بتغيير الترخيص، وأطلق برنامجه تحت عقد رخصة جنو العمومية، أو كما يُطلَق عليها بالإنجليزية GNU General Public License (GNU GPL)، والأخيرة تسمح بتوزيع لينكس سواء معدل أو غير معدل (أيا كان شكل التصرف من بيع أو إيجار أو تنازل «هبة»)، ولكن بشرط أن تكون عملية التصرف القانوني للنسخ تحت نفس الترخيص، أي تحت ترخيص GNU GPL، وأن يكون الملف المصدر للبرنامج كود مصدري مرافق لها، والجدير بالذكر في هذا السياق أن منشئ لينكس لينوس تورفالدز وصف قيامه بإصدار لينكس تحت هذا الترخيص بأنه أفضل شيء قام بعمله على الإطلاق best thing I ever did.....
الإصدار الثالث من جنو جى بى إل GNU GPL : -
إن ترخيص جنو جى بى إل هو ببساطة عبارة عن عقد نموذجي يحكم عملية تطوير وتوزيع البرمجيات الحرة والمفتوحة المصدر، وتشرف عليه مؤسسة المصادر الحرة FREE SOFTWARE FOUNDATION والتي تختصر ب FSF، وهي مؤسسة غير ربحية، وقد وصلت هذه الرخصة إلى الإصدار 3, ولكن منذ عام 2007 فإن كثير من المشاريع البرمجية في عالم المصادر المفتوحة تحجم عن إطلاق وتوزيع برامجها تحت هذا الإصدار من الرخصة GNU GPL V.3, ويعود السبب في ذلك إلى الطبيعة الفيروسية لهذه الرخصة، وبالطبع فليس هذا المقام مناسب للنقاش حول هذا الجدل القانوني، ولكن ما يهمنا هنا ان لينكس ما زال يحكم تحت الإصدار 2 من الرخصة GNU GPL V.2, حيث أن تورفالدز غير مقتنع بهذه الرخصة، والسبب في مشروع النواة لينكس هو براءات الاختراع التي تمنعها GNU GPL 3، فهو يرى أن الإصدار 3 من رخصة جنو العمومية غير مناسب، وللحقيقة فكثير من المشاريع البرمجية الجديدة تنأى بنفسها عن الإصدار 3 من رخصة جنو العمومية، ويفضلوا أحد الرخص الأخرى من عالم المصادر المفتوحة مثل رخصة BSD أو MIT وغيرها...
العلامة التجارية للينكس
لينكس LINUX هو علامة تجارية مسجلة لصالح لينوس تورفالدز Linus Torvalds في الولايات المتحدة الأمريكية ودول أخرى، والسبب في تسجيل علامة لينكس كعلامة تجارية لصالحه هي قيام William Della Croce, Jr بتسجيل لينكس كعلامة تجارية مما دفع تورفالدز للدفاع عن حقه في الاسم، وقامت معركة قضائية حول هذا، وفي النهاية حكمت المحكمة لصالح تورفالدز ثم قام بتسجيل الاسم كعلامة تجارية ليمنع الآخرين من مقاضاته أو مضايقة عالم المصادر الحرة والمفتوحة المصدر ثانية.
دعوى SCO
في مارس 2007 قامت شركة مجموعة إس سي أو برفع دعوى قضائية ضد شركة آي بي إم مدعية أن الأخيرة انتهكت حقوق ملكية فكرية تملكها الأولي، وادعت أنها تملك حقوق ملكية فكرية على شفرة يونكس والتي توجد أجزاء منها في نظام LINUS. بل قامت مجموعة إس سي أو بإرسال خطابات إلى كثيرٍ من الشركات تحذرها من استخدام لينكس دون الحصول على إذن وترخيص منها، قالت أنها ستقاضى مستخدمي لينكس الأفراد أيضا (ملايين الأفراد العاديين الذين يستخدموا لينكس).
وهذا الجدل أنشأ (ترتب عليه) عدد من الدعاوى التي رفعتها شركة مجموعة إس سي أو ضد شركة نوفل Novell، وشركة دايملر كرايسلر DaimlerChrysler (والتي رُفِضَت جزئياً في يوليو 2004), وشركة أتوزون AutoZone، وقامت شركة ريد هات Red Hat وشركات أخرى (تعمل في عالم المصادر المفتوحة) برفع دعاوى انتقامية من شركة SCO...
وفي مطلع عام 2007 قدمت شركة SCO تفاصيل محددة عن الانتهاك المزعوم لحقوق الملكية الفكرية (التي تدعى حيازتها على شفرة يونكس UNIX)، وعلى الرغم من ادعاءاتها السابقة بامتلاكها لعدد مليون سطر من شفرة البرنامج أي 1000000 سطر برمجي، فإنها حددت فقط عدد 236 سطر أوامر قدمت عنها تفاصيل (بمعنى آخر، ادعت الشركة امتلاكها عدد مليون سطر أوامر على نظام يونكس في بداية رفعها للدعوى «والذي هو الأب الروحي لنظام لينكس» (المشروع لا يحتوي على أي أجزاء من UNIX)، فإذا قدمت ادلة فقط على 236 سطر، فهذا إنما يدل على أن الدعوى كانت بدون دليل، وكانت فقط للتعرض لنظام ناجح وهو لينكس، عن طريق الطعن على يونكس)، ومعظم هذه الأسطر البرمجية لايمكن حمايتها بقانون حق المؤلف uncopyrightable، ولكن في أغسطس عام 2007 حكمت المحكمة في قضية نوفل NOVELL أن شركة SCO لاتملك حقوق المؤلف على نظام يونيكس أصلا، ورغم أن الدائرة العاشرة من محكمة الاستئناف قضت في أغسطس عام 2009 بأن مسألة من يملك حق المؤلف تظل مرهونة برد هيئة المحلفين، وأخيرا 30 مارس عام 2010 قررت هيئة المحلفين الحكم لصالح شركة نوفل NOVELL.....

## لينكس ونظم الملفات
- المرحلة الأولى: الإصدارات الأولى من لينكس كانت تستخدم نظام ملفات نظام التشغيل مينكس، كان نظام ملفات مينكس محدودًا حيث لا يدعم أكثر من 64 ميجابايت كحد أقصى لحجم الملفات، كما أن أكثر عدد من الحروف في أسماء الملفات كان 14 حرفا فقط، لذا قرر البعض كتابة نظام ملفات جديد يتخلص من محدوديات نظام ملفات مينكس.
- المرحلة الثانية: في عام 1992 تمت إضافة نظام الملفات Ext إلى نظام لينكس وبالفعل تم حل مجموعة من مشاكل نظام ملفات مينكس حيث كان يدعم هذا النظام الملفات التي حجما 2 جيجابايت كحجم أقصى وكان يدعم أسماء ملفات بطول 255 حرف، ولكن رغم ذلك بقيت به بعض المحدوديات.
- المرحلة الثالثة: بسبب لمحدوديات نظام الملفات Ext تم كتابة نظام ملفات جديد وهو Xia وظهرت نسخه جديده من Ext وهي إكس تي 2 والتي كانت تعتبر تطويراً لـ Ext، أما Xia كان مبنياً على نظام ملفات MINIX، في بادئ الأمر كان Xia أكثر ثباتاً من Ext2 وبالتالي وسع انتشاره وكثر استخدامه، أما بالنسبة لـ Ext2 تم العمل على تطويره وتحسينه إلى أن أصبح ثابتاً وأصبح أكثر نظم الملفات شهرة.

الآن يوجد Ext3 ، وبعده ظهر Ext4 المستعمل في توزيعات جنو/لينكس الحديثة، وتوجد نظم ملفات أخرى مثل XFS وبتر إف إس ، لكن Ext4 هو المستعمل بكثرة.
يدعم لينكس حاليا مجموعة كبيرة من نظم الملفات بما فيها نظم ملفات ويندوز مثل NTFS وFAT32 .

## وصلات خارجية
- نواة لينكس على موقع Open Hub (الإنجليزية)
- صفحة برنامج نواة لينكس  على أوبن هب

لا توجد روابط لمواقع التواصل الاجتماعي.